# Anemone narcissiflora
Anémone à feuilles de narcisse, Anémone à fleurs de narcisse
Espèce
Synonymes
Anemone narcissifolia L.
Anemone protracta
Classification phylogénétique
L'Anémone à feuilles de narcisse ou Anémone à fleurs de narcisse (Anemone narcissiflora) est une espèce de plantes herbacées vivaces de la famille des Renonculacées.

## Description

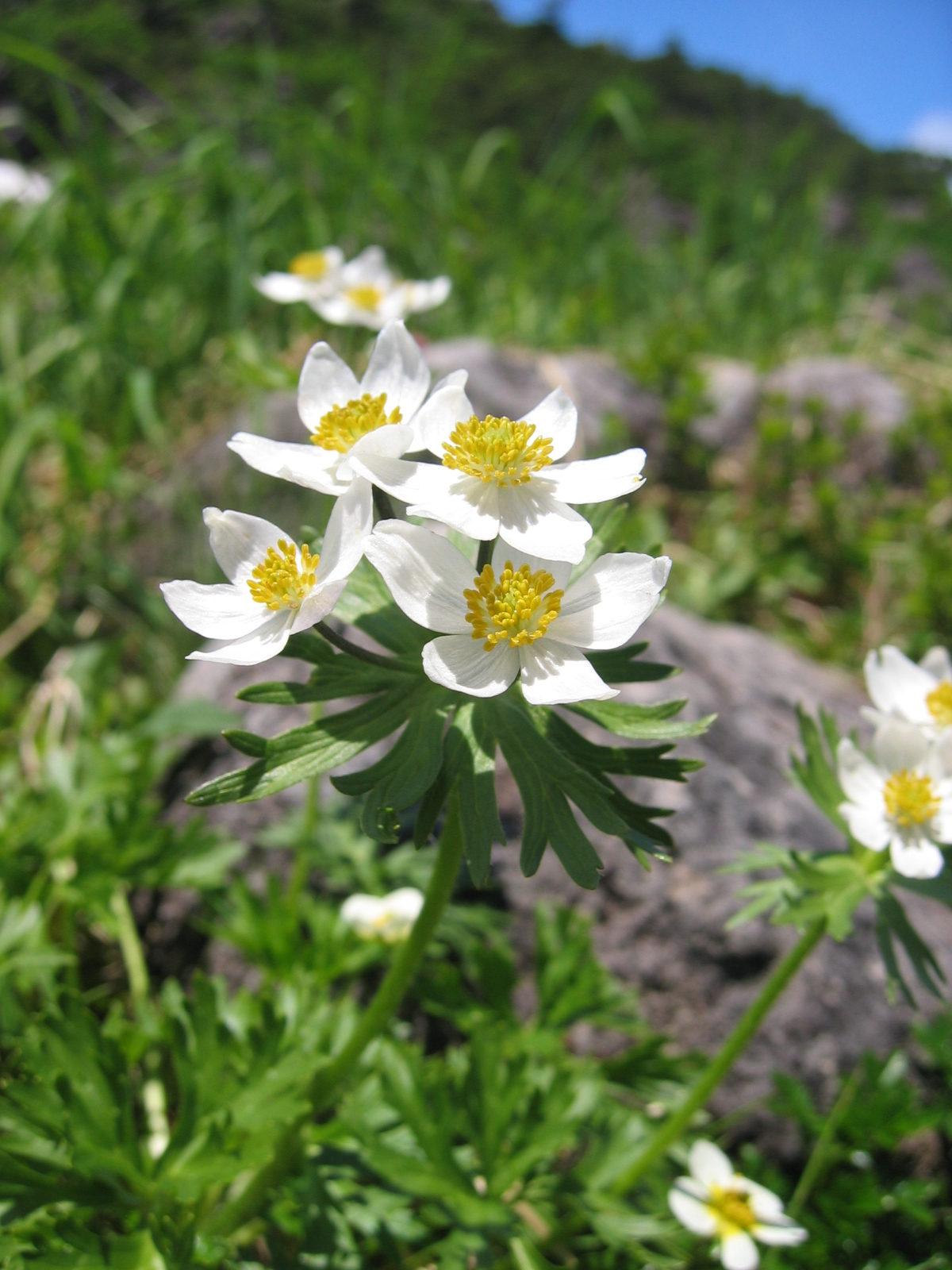
Détail des fleurs.

### Caractéristiques
- Organes reproducteurs
  - Couleur dominante des fleurs : blanc avec parfois un liseré rouge sous les sépales et sur la périphérie de ceux-ci.
  - Période de floraison : juin-août
  - Inflorescence : ombelle simple
  - Sexualité : hermaphrodite
  - Pollinisation : entomogame
- Graine
  - Fruit : akène
  - Dissémination : anémochore
- Habitat et répartition
  - Habitat type : pelouses basophiles subalpines, alpiennes, mésohygrophiles
  - Aire de répartition : holarctique.

Données d'après : Julve, Ph., 1998 ff. - Baseflor. Index botanique, écologique et chorologique de la flore de France. Version : 23 avril 2004.